# Triphyophyllum peltatum
Triphyophyllum es un género de plantas con una sola especie (Triphyophyllum peltatum) perteneciente a la familia Dioncophyllaceae. 

## Descripción
Es una liana, con tres etapas en su ciclo de vida, cada uno con una forma diferente de hojas, como indica su nombre que deriva del griego. En su primera etapa, T. peltatum tiene hojas simples lanceoladas. Sin embargo, en su largo desarrollo posterior las hojas se convierten en glandulares, semejantes a las del género Drosophyllum, con las cuales captura insectos. Las plantas son capaces de capturar presas relativamente grandes y digerirlas. Las enzimas digestivas que se encuentran en la planta son proteasas, esterasas y peroxidasas. Las presas son en su mayoría escarabajos, milpiés, ciempiés, grillos, termitas, polillas, avispas, mosquitos y arañas . La planta ya adulta, toma forma de liana, con hojas no carnívoras en sus tallos. 

## Distribución y hábitat
Su única especie: Triphyophyllum peltatum, es nativa del oeste tropical de África, en Sierra Leona y Liberia, creciendo en las selvas lluviosas tropicales. 

## Cultivo
T. peltatum es cultivada en solo tres jardines botánicos: Abiyán, Bonn, y Würzburg. Se considera muy rara en colecciones privadas.

## Taxonomía
Triphyophyllum peltatum fue descrita por (Hutch. & Dalziel) Airy Shaw y publicado en Kew Bulletin 1951: 342, t. 4 & 5. 1952.
Sinonimia
- Dioncophyllum peltatum Hutch. & Dalziel[3]